# Myroconger nigrodentatus
Myroconger nigrodentatus är en fiskart som beskrevs av Castle och Béarez, 1995. Myroconger nigrodentatus ingår i släktet Myroconger och familjen Myrocongridae. IUCN kategoriserar arten globalt som livskraftig. Inga underarter finns listade i Catalogue of Life.